# ZWINT
ZWINT‏ (ZW10 interacting kinetochore protein) هوَ بروتين يُشَفر بواسطة جين ZWINT في الإنسان.

## الوظيفة
يشارك Zwint-1 بوضوح في وظيفة الحيز الحركي، على الرغم من عدم تحديد دوره الدقيق. يتفاعل مع ZW10، وهو بروتين حيز حركي آخر، مما قد يُنظم العلاقة بين ZW10 والحيز الحركي. يتمركز البروتين المُرمَّز في حيز حركي في طور الصعود قبل ZW10، ويظل قابلاً للكشف على حيز حركي حتى أواخر الطور الانفصالي. يتوزع بشكل موحد في سيتوبلازم خلايا الطور البيني. عُثر على متغيرات منقولة مُوصلة بشكل بديل تُرمِّز أشكالًا متماثلة مختلفة لهذا الجين.

## التفاعل
لقد ثبت أن ZWINT يتفاعل مع MIS12. كما ثبت أن ZWINT يتفاعل مع RAB3C.